# خورتس يوربوين
الخورتس يوربوين (Latin معنى الفوج الحضري) من روما القديمة تم إنشاؤها بواسطة أغسطس لموازنة القوة هائلة من الحرس البريتوري في مدينة روما ولكي تعمل بمثابة قوة شرطة. كانوا يٌقادون من قبل بريفيكتوس المناطق الحضرية (Praefectus urbi).